# Борис Спиров
Др Борис Спиров (Брждани, код Кичева, 22. септембар 1897 - Софија, 19. октобар 1974) био је македонски лекар, учесник Народноослободилачке борбе и друштвено-политички радник НР Македоније.

## Биографија
Рођен је у земљорадничкој печалбарској, али револуционарној породици. Његов отац и стриц били су сеоске војводе, укључени у македонски револуционарно-ослободилачки покрет. И сам Борис био је члан ВМРО (уједињене).
Петогодишње основно образовање завршио је у родном селу. Завршио је три разреда тадашње гимназије у Кичеву, која се звала "егзархијски интернат", истовремено радећи као пастир који се бавио и пољопривредним пословима.
Школовање је наставио у Софији, где је његов отац отворио кафану коју је наследио брат Бориса Спирова, у којој је и сам радио да би обезбедио средства за даље школовање. Током 1916. године Борис је мобилисан у пешадијски батаљон, у оквиру 41. пешадијске Софијске дивизије. У периоду од септембра 1916. до марта 1917. године упућен је на Солунски фронт. Године 1919 завршио је гимназију у Софији.
Године 1921. је почео да студира медицину у Аустрији. Студије медицине наставио је у Лајпцигу, где је дипломирао 1928, а потом одбранио докторску дисертацију из области медицинских наука. Неко време је радио као лекар у Плевенском срезу, а касније у Плевену, где је имао приватну лекарску праксу.
Године 1928. постао је члан Бугарске радничке партије, а од 1931. члан илегалне Комунистичке партије Бугарске. Због своје комунистичке делатности често је био прогањан, затваран и мучен, чак два пута осуђен на смрт и у последњем тренутку амнестиран.
Као председник Обласног комитета Отаџбинског фронта Плевена, 9. септембра 1944, активно је учествовао у преузимању власти од стране фашиста, а такође и учествовао у организацији нове власти.
20. септембра 1944 био је добровољац у бригади „Гоце Делчев“, која је формирана у Софији, и био је начелник санитетске службе. Ту дужност је касније обављао у Пехчеву, у штабу Брегалничко-струмичког корпуса.
27.септембра 1944. кооптиран је за члана АСНОМ-а за народног посланика Кичевског среза. На Другом заседању АСНОМ-а у децембру исте године изабран је за првог секретара Председништва АСНОМ-а. Истовремено је био и члан Извршног одбора Јединственог народноослободилачког фронта (ЕНОФ). На Трећој седници АСНОМ-а, 16. априла 1945, поново је изабран за првог секретара Президијума Народне скупштине НР Македоније.
Године 1946. је неко време био министар за социјална питања, а новембра исте године изабран је за председника Уставотворне скупштине Републике Македоније. Од 30. децембра 1946. до 30. децембра 1947. био је председник Народне скупштине Македоније, а потом и први потпредседник Президијума Народног Скупштине, до краја 1950. године када му престаје редовни посланички мандат.
Приликом оснивања Медицинског факултета у Скопљу, изабран је за професора Медицинског факултета у први наставни кадар. На почетку рада факултета изабран је за продекана. Неколико година је радио као шеф одељења у Хигијенском заводу НР Македоније, где су била значајна његова епидемиолошка истраживања заразних болести у Македонији, посебно маларије, тифуса и распрострањености гушавости у Западној Македонији.
Имао је важну улогу у оснивању Македонског лекарског друштва, чији је први председник био у периоду од 1946. до 1948. године.
Након одласка у пензију 1960-их, приватно је радио у Скопљу. Касније се преселио у Бугарску, где је провео последње године живота. Президијум Народне скупштине НР Бугарске је 1966. године одликовао га је Орденом 9. септембра. Преминуо је 19. октобра 1974. године у Софији, а сахрањен је у Плевену.
Његова ћерка Искра, била је позната македонска уметница и архитекткиња.